# Saalhausen (Oschatz)

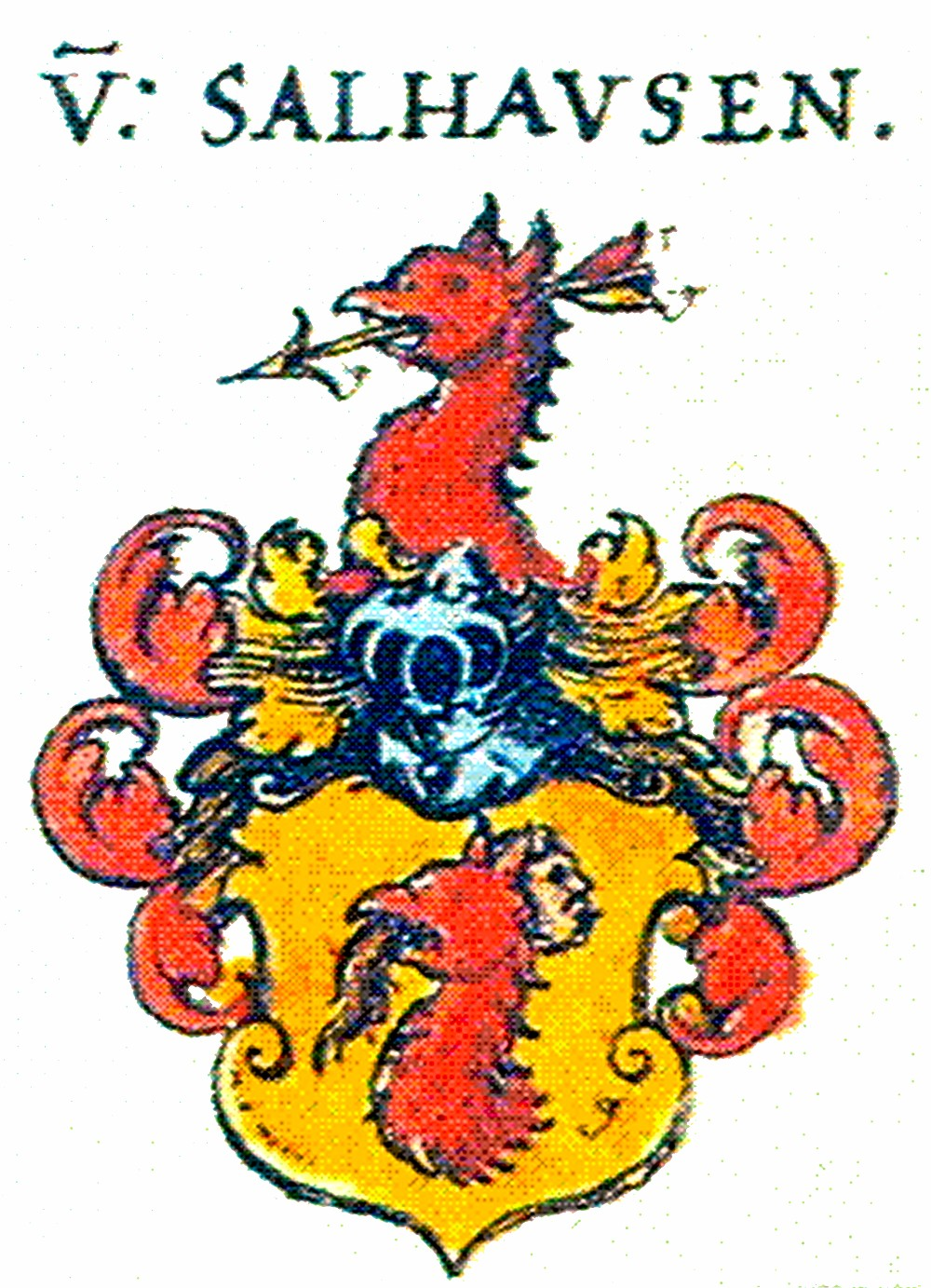
Wappen derer von Saalhausen

Saalhausen ist ein Dorf südwestlich der sächsischen Stadt Oschatz. Die Siedlung gehört zum Oschatzer Ortsteil Thalheim.

## Geschichte
1262 wurde der Ort erstmals nachweislich als Herrensitz eines Petrus de Zalesen (Peter von von Saalhausen (auch „Salhausen“),) erwähnt, 1551 als Rittergut. Am Stammsitz derer von Saalhausen verbrachte der diesem Geschlecht entstammende Meißner Bischof Johann VI. seine Kindheit.
Das Rittergut unterstand ab 1696 dem Amt Oschatz, die Gemeinde ab 1875 der Amtshauptmannschaft Oschatz. Im 19. Jahrhundert bildete es eine Landgemeinde mit Ortsteil Kreischa, ehe es 1936 nach Thalheim eingemeindet wurde. Ab 1952 gehörte die Gemeinde Thalheim zum Kreis Oschatz, ehe diese 1974 zur Stadt Oschatz eingemeindet wurde.

## Rittergut Saalhausen
Das altschriftsässige Rittergut war aus einem Vorwerk entstanden. 1475 werden Hans von Bora und Matthis von Grauschwitz mit Burghof und Vorwerk belehnt. Zu den Besitzern des Gutes seit dem 15. Jahrhundert zählten die erwähnte Familien von Saalhausen (auch „Salhausen“), von Grauschwitz, von Bock, von Wolframsdorf, von Schleinitz, Eulitz und die Familie des konservativen Reichstags- und Landtagsabgeordneten Theodor Günther. Nachfolger wurde Woldemar Händel.
Auf Anordnung des Justizministeriums wurde am 13. März 1856 die Gerichtsbarkeit des Ritterguts unter anderem über Saalhausen, Kreischa, Lampersdorf, Limbach und Thalheim sowie die Wassermühle Altoschatz dem Königlichen Landgericht Oschatz übertragen. Das Vorwerk Limbach wurde als Flur zwischen 1883 und 1887 mit dem Rittergut Saalhausen zusammen gelegt.